# 대구농업전문학교
대구농업전문학교는 일제 강점기 존재하던 교육 기관으로, 공립 전문학교였다. 광복 직후 미군정 방침으로 대구 농과대학으로 승격된 뒤 1951년 경북대학교로 통합 되었다.